# Духовные дары

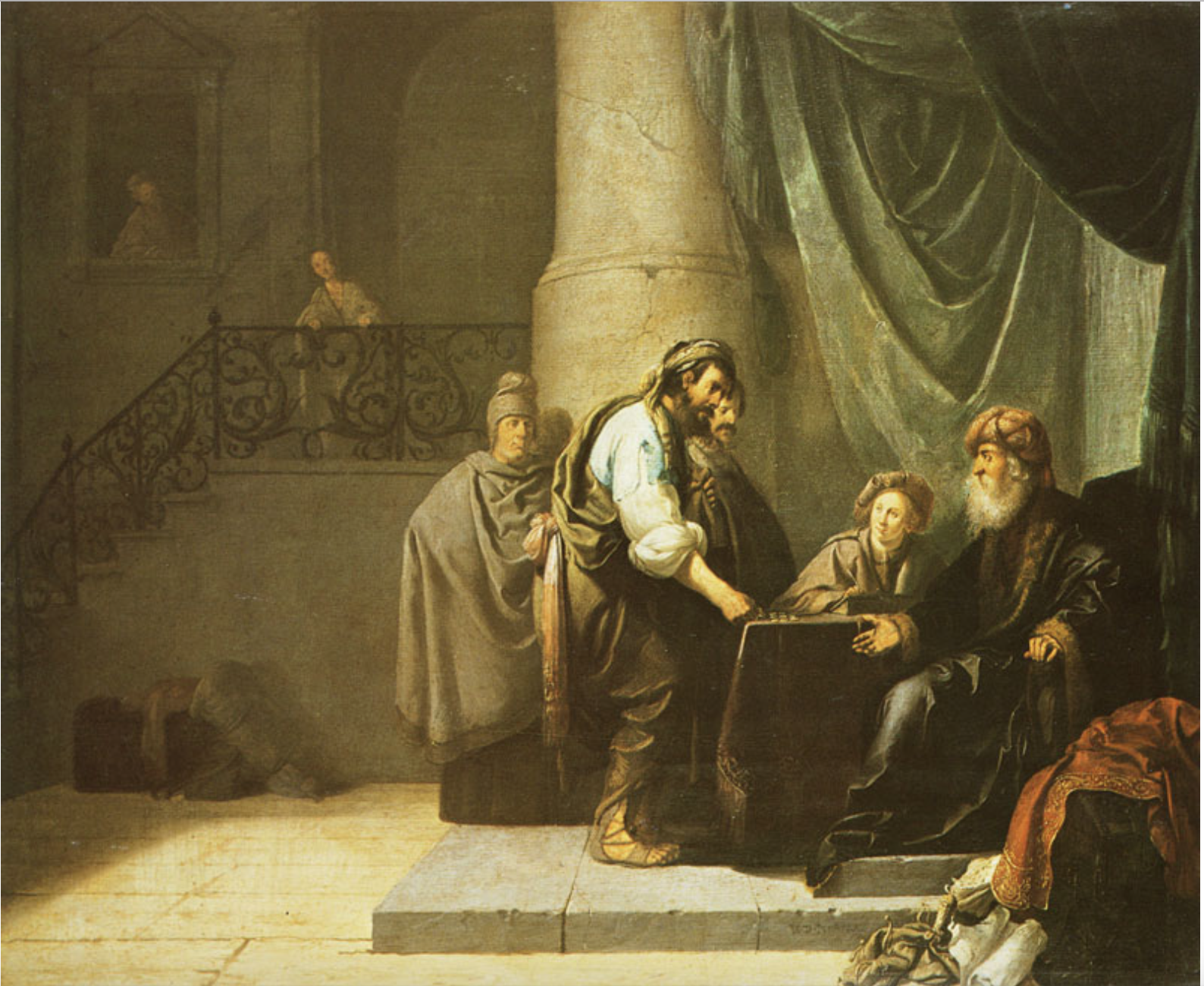
Принято считать, что таланты, которые Иисус в притче из одалживает Своим рабам, олицетворяют собой духовные дары, которые Господь даёт каждому верующему

Духовные дары — термин христианского богословия, пришедший из Нового завета (Книга Деяний, Посланий апостола Павла, напр.: 1 Кор., гл. 12 и 14 и др.), под которым подразумеваются благодатные проявления Святого Духа в верующих людях. Христиане верят, что духовные дары даются верующим (и / или давались во дни жизни апостолов) для выполнения определённых записанных в Библии божественных постановлений, таких как:
- обращение неверующих людей (1Кор. 14:24, 25)
- созидание Церкви Христовой (Еф. 4:11)
- назидание поместной общины и её членов (1Кор. 14:12, 1Кор. 14:3)
- личное назидание верующего (1Кор. 14:4)

По функциональному признаку духовные дары принято делить на две категории: дары служения и дары Святого Духа. Дары Духа являются сверхъестественными проявлениями Святого Духа в верующем человеке. В Библии дары служения перечисляются в Новом Завете (Еф. 4:11, 1Кор. 12:28, Рим. 12:6—8, Мф. 23:34), а дары Духа — в 1Кор. 12:8—10 и в Ветхом Завете (Исаия 11:2-3).
| Ефесянам 4:11                                       | 1 Коринфянам 12:28 | Римлянам 12:6-8                                                                                                | Матфея 23:34                | 1 Коринфянам 12:8-11 | Исаия 11:2-3                                                                                |
| --------------------------------------------------- | --- | --- | --------------------------- | --- | ------------------------------------------------------------------------------------------- |
| - Апостол - Пророк - Евангелист - Пастырь - Учитель | - Апостол - Пророк - Учитель - Силы чудодейственные - Дары исцелений - Дары вспоможения - Дары управления - Разные языки | - Пророчество (пророк) - Служение (служитель) - Учитель - Увещатель - Раздаватель - Начальник - Благотворитель | - Пророк - Мудрец - Книжник | - Слово мудрости - Слово знания - Вера - Дары исцелений - Чудотворение - Пророчество - Различение духов - Разные языки - Истолкование языков | - премудрость - разум - дух совета - крепость - дух ведения - благочестие - страх Господень |

Несмотря на то, что дары служения и дары Святого Духа несколько отличны по своей природе, между ними существует прямая взаимосвязь. Считается, что определённым дарам служения соответствуют определённые дары Духа. То есть то, какое у человека служение, во многом определяет то, какие дары Святого Духа будут действовать в нём. Например, деятельность евангелиста сопряжена с такими дарами Святого Духа, как исцеление и различение духов (Деян. 8:6, 7); в служении пророка исключительную важность представляют пророчество (1Кор. 14:29) и слово знания (1Кор. 24, 25), в служении разных языков — разные языки и истолкование языков (1Кор. 14:27) и т. д.. Эта взаимосвязь между служениями и проявлениями Святого Духа ещё больше подчёркивается тем, что и те, и другие в Новом Завете именуются «дарами» (Еф. 4:8, 1Кор. 12:4)

## Предсказания в Ветхом Завете и Евангелии
В Священном Писании тема духовных даров впервые раскрывается в Книге Псалмов (Псалтири) — Пс. 67:19. В этом стихе царь Давид, пророчески высказываясь о Христе (так считают многие христианские богословы) говорит: «Ты восшёл на высоту, пленил плен, принял дары для человеков, так чтоб и из противящихся могли обитать у Господа Бога». В Послании к Ефесянам в Новом Завете апостол Павел, цитируя Псалтирь (Пс. 67:19), учит, что действие духовных даров в Церкви является буквальным исполнением пророчества Давида (Еф. 4:8).
В качестве ещё одной пророческой иллюстрации духовных даров некоторые богословы выделяют притчу Иисуса о талантах в Евангелии от Матфея (Мф. 25:14—30). Давая объяснение талантам, православный библеист А. П. Лопухин пишет: "Под талантом, который дается людям, разные экзегеты понимают всякий дар, получаемый человеком от Бога. Но в частных определениях этого общего понятия наблюдается некоторая разница. «Под талантами, — говорит Златоуст, — здесь разумеется то, что находится во власти каждого (ή εκάστου δύναμις — сила каждого), — или покровительство, или имение, или научение, или что-нибудь подобное. Другие понимали те дары, о которых говорит апостол в 1 Кор. 12».
Большинство исследователей Библии единодушны в том, что действие духовных даров берёт начало со дня Пятидесятницы в 33 году н. э., когда в результате сошествия Святого Духа, описанного во 2-й главе библейской книги Деяний святых апостолов на свет родилась Христианская Церковь.

## Дары служения
Главным образом, библейское учение о дарах служения представлено апостолом Павлом в 4-й главе «Послания к Ефесянам». Здесь утверждается, что Иисус Христос, воскреснув из мёртвых, учредил в Церкви пять основных служений:

И Он поставил одних Апостолами, других пророками, иных Евангелистами, иных пастырями и учителями, к совершению святых, на дело служения, для созидания Тела Христова.
— Еф. 4:11
Среди харизматов и пятидесятников распространено мнение, что в этом отрывке представлены служения, не привязанные к определённой местности, то есть функционирующие во Вселенской Церкви. По контрасту с этим, в 14-й главе Первого послания к Коринфянам речь идёт, напротив, о служениях внутри поместной церкви. Здесь Апостол приводит перечень, состоящий из следующих восьми служений:

И иных Бог поставил в Церкви, во-первых, Апостолами, во-вторых, пророками, в-третьих, учителями; далее, иным дал силы чудодейственные, также дары исцелений, вспоможения, управления, разные языки.
— 1Кор. 12:28
По мнению Иоанна Златоуста, отражающему точку зрения Православной церкви, служения в этом стихе перечисляются в порядке важности: «Не напрасно он говорит здесь: во-первых, во-вторых, но поставляет превосходнейший дар выше, а потом указывает на низший. Потому сначала он именует апостолов, которые имели в себе все дары. Не сказал просто: иных Бог поставил в Церкви апостолами, или пророками, но присовокупил: во-первых, во-вторых, в-третьих…».
Три других перечня даров служения представлены в следующих местах Писания:
- Послание к римлянам — Рим. 12:6—8, апостол Павел: «И как, по данной нам благодати, имеем различные дарования, то, имеешь ли пророчество, пророчествуй по мере веры; имеешь ли служение, пребывай в служении; учитель ли, в учении; увещатель ли, увещевай; раздаватель ли, раздавай в простоте; начальник ли, начальствуй с усердием; благотворитель ли, благотвори с радушием»
- Евангелие от Матфея — Мф. 23:34, Иисус Христос: «Вот, Я посылаю к вам пророков, и мудрых, и книжников»[5].
- Первое послание Петра — 1Пет. 4:10, 11, апостол Петр: «Служите друг другу, каждый тем даром, какой получил, как добрые домостроители многоразличной благодати Божией. Говорит ли кто, говори как слова Божии; служит ли кто, служи по силе, какую даёт Бог, дабы во всем прославлялся Бог через Иисуса Христа, Которому слава и держава во веки веков. Аминь».

Таким образом, в Священном Писании насчитывается, по меньшей мере, 17 различных даров служения,
- из которых пять основных упомянуто в Еф. 4:11: апостол, пророк, евангелист, пастырь и учитель,
- ещё пять в 1Кор. 12:28: силы чудодейственные, дары исцелений, дары вспоможения, дары управления, разные языки,
- ещё пять — в Рим. 12:6—8: служитель, увещатель, раздаватель, начальник, благотворитель,
- и ещё два — в Мф. 23:34: мудрец, книжник.

### Пять основных служений

#### Апостол
Слово «апостол» произошло от греческого «ἀπόστολος» (апостолос) и на языке оригинала (койне) означает «посланный», «посланник». Апостол — это человек, избранный Иисусом Христом и посланный с особым поручением. Апостол строит церковь, а затем наблюдает за её развитием, чтобы она шла по курсу, определённому Богом. Апостол ответственен за назначение пастора/пресвитера/епископа, чтобы пасти церковь, которую он насадил (Деян. 14:21—23; Тит. 1:5). Отличительные черты подлинного апостола представлены в 2Кор. 12:12: «Признаки Апостола оказались перед вами всяким терпением, знамениями, чудесами и силами».
В Евангелиях выделяются две апостольские группы, основанные Иисусом Христом: двенадцать апостолов (Мф. 10:1—4) и ещё одна «команда» — семьдесят апостолов или «апостолы от семидесяти» (Лк. 10:1, 2). После воскресения Господня ряды апостолов пополнил Павел и прочие апостолы, о которых идёт речь в Еф. 4:11.
В современном христианстве по отношению к людям, осуществляющим служение апостола, наиболее часто употребляется латинский эквивалент этого слова — миссионер.
Новый Завет учит о существовании как истинных, так и ложных апостолов (или лжеапостолов):

Ибо таковые лжеапостолы, лукавые делатели, принимают вид Апостолов Христовых. И неудивительно: потому что сам сатана принимает вид Ангела света, а потому не великое дело, если и служители его принимают вид служителей правды; но конец их будет по делам их.
— 2Кор. 11:13-15

#### Пророк
Буквальное значение слова «пророк» по-гречески: «про» = «вперёд, наружу», «фет» = «говорить». Таким образом, пророк — это тот, кто говорит что-то наперёд (или предсказывает). Это человек с особым посланием для конкретного времени и места, принятым напрямую от Бога (Деян. 11:28, Деян. 21:10). Результаты деятельности новозаветного пророка — это «назидание, увещание и утешение» (то есть, речь не обязательно идёт о предсказании будущего) (1Кор. 14:3).
Ряд людей в Новом Завете упомянуты как пророки. Главным образом, это Иуда и Сила (Деян. 15:32), Агав (Деян. 21:10), Варанава, Симеон, Луций, Манаил, Савл (Деян. 13:1).

#### Евангелист
Евангелист (от греч. ευαγγελιστηζ, буквально «благовестник») — это тот, кто проповедует Евангелие (или Благую Весть) неверующим людям.
Единственным персонажем Нового Завета, упомянутым в качестве благовестника, является Филипп (Деян. 21:8). Его деятельность описана в 8-й главе Деяний святых апостолов и считается образцом служения евангелиста.
Центральной темой в проповеди евангелиста является личность Иисуса Христа (Деян. 8:5). Цель его служения — познакомить грешников со Спасителем и крестить новообращённых в воде (Деян. 8:16). Проповедь благовестника сопровождается чудесами исцеления и изгнания бесов, привлекающими внимание неверующих и подтверждающими истинность Евангелия (Деян. 8:6).
Традиционно евангелистами называют авторов четырёх Евангелий — святых Матфея, Марка, Луку, Иоанна, (о которых идёт речь в Библии, но которые «евангелистами» там не названы).

#### Пастырь
Пастырь (др.-греч. ποιμὴν) — главное лицо поместной церкви, в обязанности которого входит забота о пастве. В 10-й главе Евангелия от Иоанна Иисус говорит о Себе, как о «добром пастыре», и проводит Своё пасторское служение в качестве образца.
Принято считать, что основная суть пастырского служения выражена в Ин. 10:11, 12, где Иисус противопоставляет образ истинного и ложного пастыря: «Я есмь пастырь добрый: пастырь добрый полагает жизнь свою за овец. А наёмник, не пастырь, которому овцы не свои, видит приходящего волка, и оставляет овец, и бежит; и волк расхищает овец, и разгоняет их».

#### Учитель
Учитель — человек, имеющий особый дар разъяснять и истолковывать Священное Писание, делая его понятным и применимым в жизни.
Некоторые богословы считают, что существуют как «мобильные» учителя, которые служат всей Церкви, регулярно обучая разные аудитории (Деян. 18:27, 28), так и «поместные» учителя, которые обучают прихожан поместной церкви, сначала принимая от кого-то учение, а затем передавая только то, что приняли сами (Тит. 1:9; 2Тим. 2:2).

### Прочие служения
В Священном Писании содержатся повествования о ряде различных служений, которые не были обозначены конкретным названием. Тем не менее, для осуществления этих служений библейским персонажам требовалось сверхъестественное вдохновение и помазание Святого Духа. К числу таковых служений некоторые богословы относят:
- Ходатайство (Рим. 8:26, 27, Иез. 22:30)
- Прославление (Еф. 5:19, 1Пар. 16:41, 42)
- Игра на музыкальных инструментах (1Цар. 16:16, 16:23)
- Рукоделие (Исх. 28:3, 4, 31:3—11)
- Безбрачие (или сексуальное воздержание, монашество) (1Кор. 7:7)[8][9][10].

## Дары Духа Святого
Тема даров Святого Духа подробно рассматривается апостолом Павлом в Первом послании к Коринфянам, в главах 12-14. Основополагающими считаются вступительные слова:

Но каждому дается проявление Духа на пользу. Одному дается Духом слово мудрости, другому слово знания, тем же Духом; иному вера, тем же Духом; иному дары исцелений, тем же Духом; иному чудотворения, иному пророчество, иному различение духов, иному разные языки, иному истолкование языков. Все же сие производит один и тот же Дух, разделяя каждому особо, как Ему угодно.
— 1Кор. 12:7-11
На основании этого текста принято выделять 9 даров Святого Духа:
- 1 — слово мудрости
- 2 — слово знания
- 3 — вера
- 4 — дары исцелений
- 5 — чудотворение
- 6 — пророчество
- 7 — различение духов
- 8 — разные языки
- 9 — истолкование языков

Принято считать, что ключом к пониманию этих даров является слово «проявление». Святой Дух, обитающий внутри верующего, невидим, но ощутим: благодаря действию даров, Дух Божий являет Себя органам чувств человека. Говоря иначе, каждый из этих даров является сверхъестественным проявлением Духа Святого, обитающего в верующем и действующего через него. И поскольку эти дары являют не верующего, но личность Духа Святого, то все они сверхъестественны по своему характеру. Святитель Феофан Затворник отмечает, что «слова „явление Духа“ значат явное действие Духа, обнаружение Его, заметное для всех».
В пятидесятничестве и харизматическом движении, где духовным дарам придаётся усиленное внимание, проявления Святого Духа общепринято классифицировать по трём различным группам:
- Дары речи — дары, действующие через органы речи человека (пророчество, разные языки, истолкование языков) (Хотя все традиционные конфессии выступают против самой идеи того, что некая сила или Бог может использовать органы человека без полного контроля и воли человека, как это происходит у медиумов и шаманов в язычестве.)
- Дары откровения — дары, предоставляющие сверхъестественные откровения (слово мудрости, слово знания, различение духов)
- Дары силы — дары, демонстрирующие силу Божью в физической реальности (вера, дары исцелений, чудотворения)[13]